# 小行星8197
小行星8197（英語：8197 Mizunohiroshi）是一颗围绕太阳公转的小行星。1993年11月15日，小林隆男在大泉町发现了此天体。
这颗小行星的绝对星等为336.4591468572987等。